# Aeropuerto de Palma de Mallorca
Luchthaven Palma de Mallorca (Catalaans: Aeroport de Palma-Son Sant Joan, Spaans: Aeropuerto de Palma de Mallorca) (IATA: PMI, ICAO: LEPA) is een vliegveld ongeveer 8 kilometer ten oosten van de hoofdstad van Mallorca, Palma, bij het dorpje C'an Pastilla. Het vliegveld wordt beheerd door het Spaanse staatsbedrijf AENA.
Het is het op twee na grootste vliegveld in Spanje, na Luchthaven Madrid-Barajas en Luchthaven Barcelona. In de zomermaanden is het een van de drukste vliegvelden in Europa. In 2019 werden 29.721.123 passagiers vervoerd en dat was een stijging van ruim 2% t.o.v. 2018.

## Fotogalerij

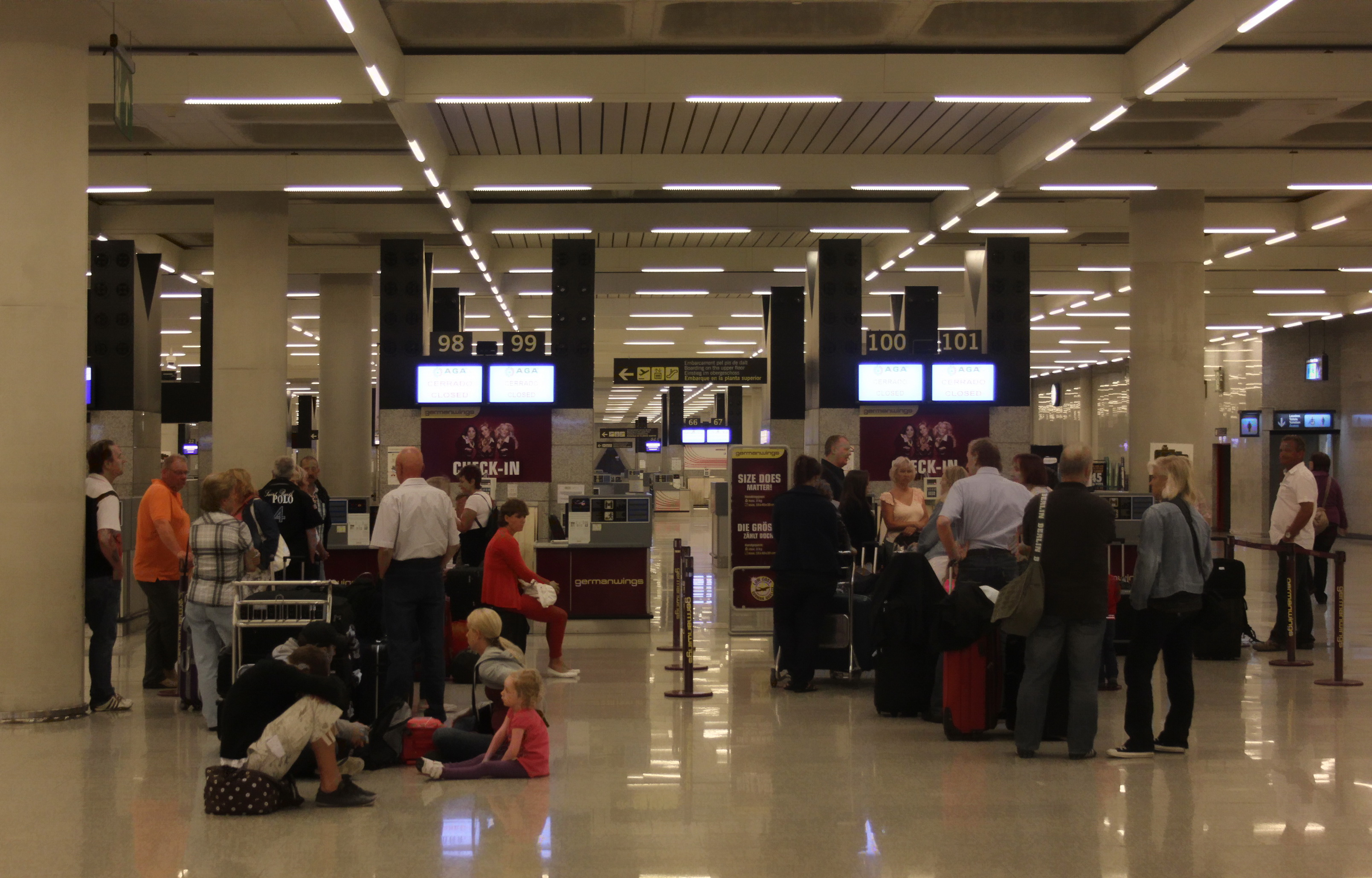
Vertrekhal
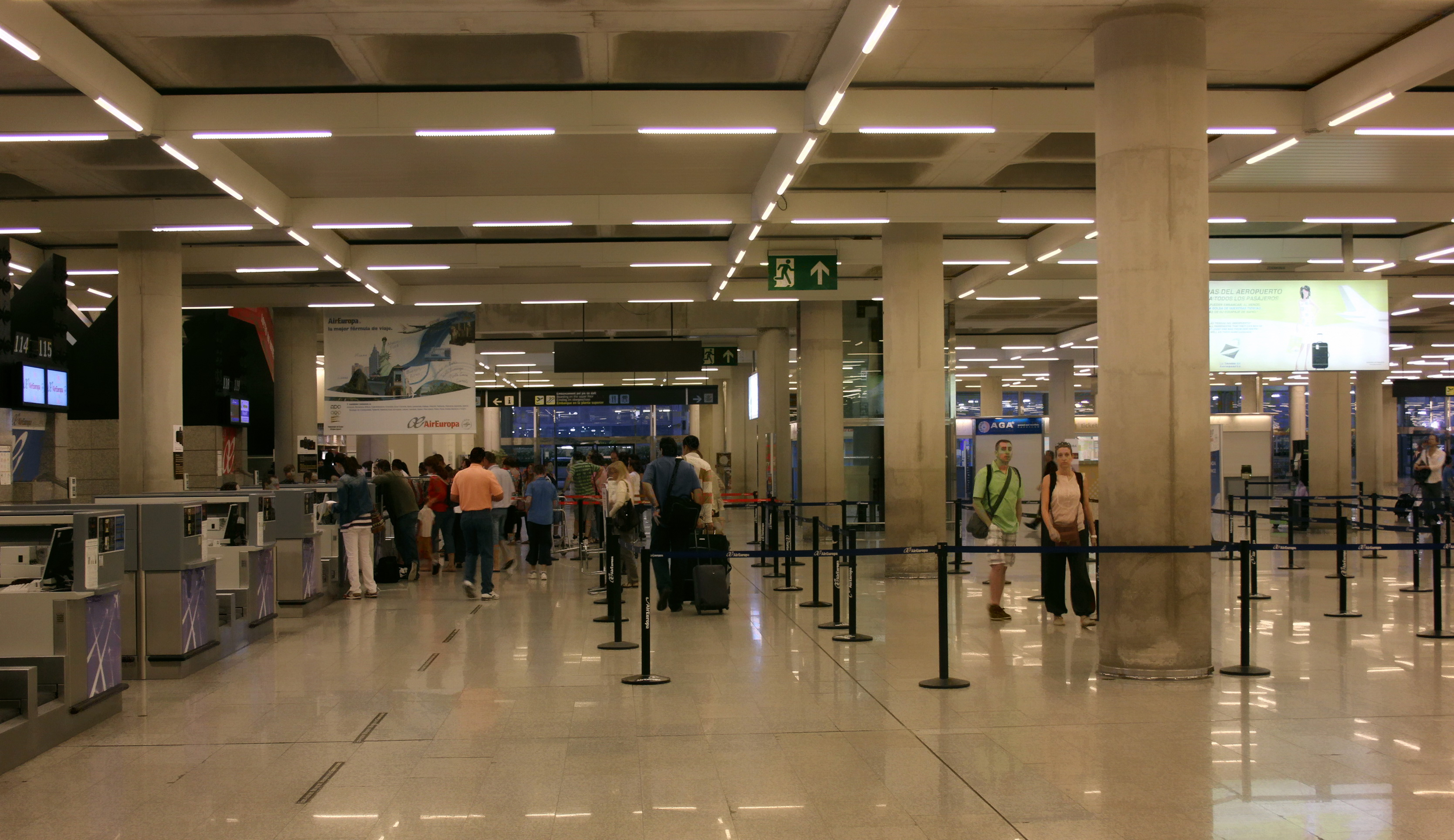
Vertrekhal
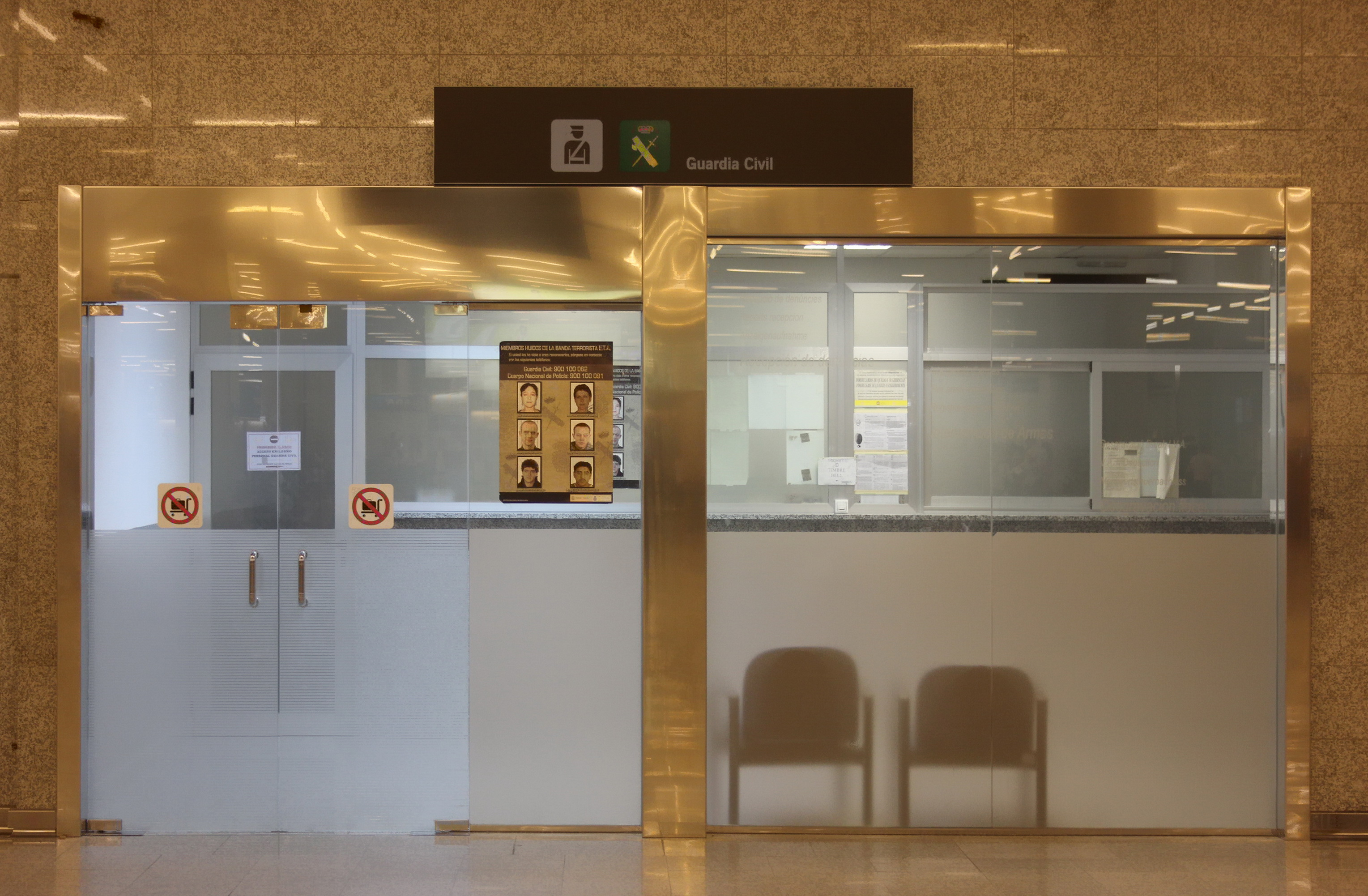
Politiekantoor op de luchthaven
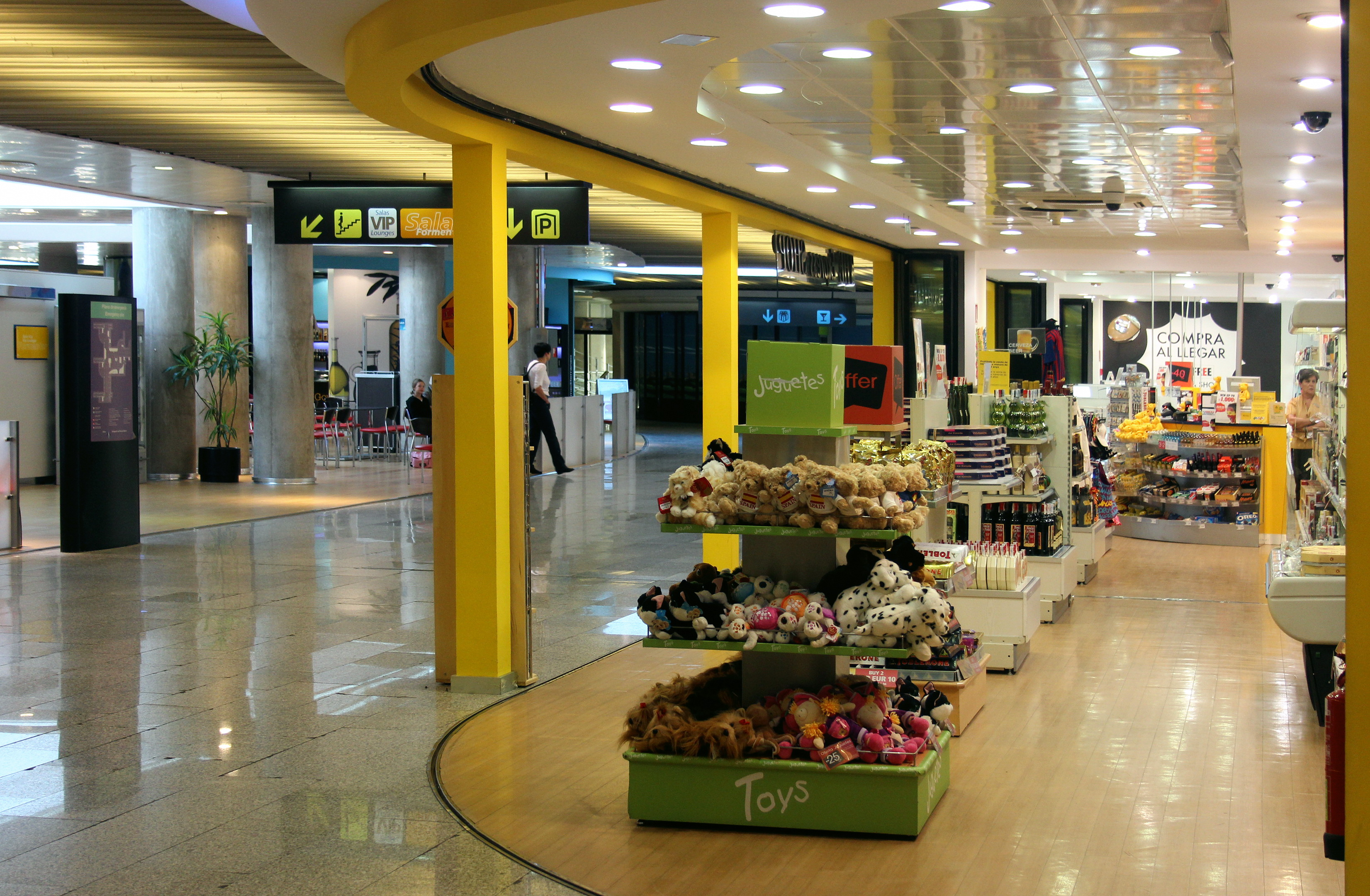
Winkel